# Richard Steele

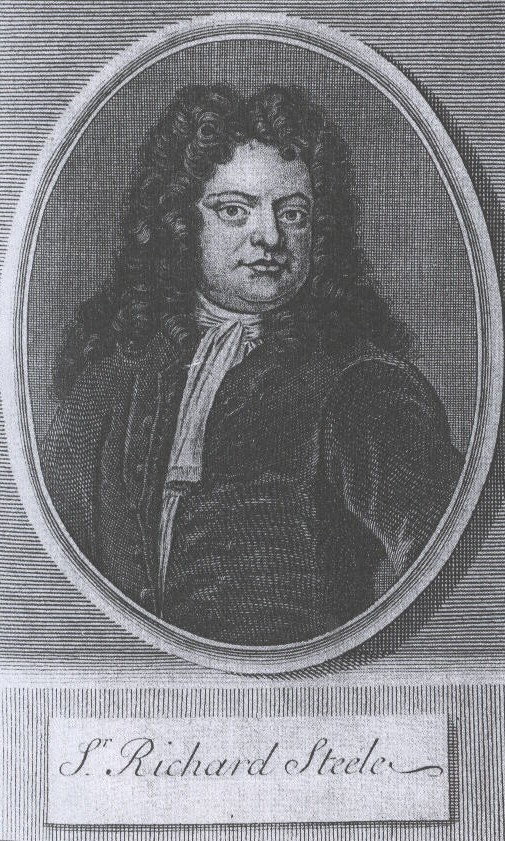
Richard Steele.

Richard Steele (bautizado el 12 de marzo de 1672 – fallecido en Llangunnor el 1 de septiembre de 1729) fue un escritor y político irlandés, recordado, junto a su amigo, Joseph Addison, como cofundador de la revista The Tatler (1709-1711).

## Biografía
Nació en Dublín (Irlanda). Fue educado en la Charterhouse School, donde conoció a Addison. Posteriormente, fue al Merton College de Oxford, después se unió al ejército inglés. No le gustaba esta vida, y en su primera obra publicada, el ensayo El héroe cristiano (The Christian Hero) (1701), intentaba señalar las diferencias entre la auténtica masculinidad y la aparente. 
Después se hizo dramaturgo, y sus comedias, como The Tender Husband (1703) tuvieron cierto éxito. Entre sus obras escénicas, destacan El funeral y Los amantes conscientes. En 1706 obtuvo un puesto sirviendo al príncipe Jorge de Dinamarca, consorte de la reina Ana de Gran Bretaña. También obtuvo el favor de Robert Harley, I Conde de Oxford y Conde Mortimer.
Como periodista, en 1709 empezó a publicar una revista literaria titulada El hablador (Tatler), en la que unía deleite e instrucción; sólo duró dos años. Addison hizo frecuentes contribuciones. Después, la pareja fundó El espectador (The Spectator) y también El guardián (The Guardian). 
En sus escritos se muestra a caballo entre la penetración psicológica y la intención satírica y moralizadora.